# El lladre del llampec
El lladre del llampec (títol original en anglès The Lightning Thief) és el primer llibre de la col·lecció Percy Jackson i els déus de l'Olimp. El lladre del llampec és una novel·la de fantasia basada en la mitologia grega, la primera novel·la juvenil escrita per Rick Riordan, aquesta explica les aventures d'un noi de dotze anys, Percy Jackson, quan descobreix que és un semidéu, el fill d'una dona mortal i el déu grec Posidó. Percy i els seus amics Annabeth Chase i Grover Underwood s'endinsen a una aventura per a prevenir una guerra entre els déus Zeus, Posidó i Hades.
Rick Riordan va acabar d'escriure el manuscrit de la novel·la l'any 1994. Bantam Books va acceptar publicar el llibre el 1997 i, posteriorment, el va vendre en una subhasta de Miramax Books, abans de ser estrenat el 28 de juny del 2005. En els quatre anys següents, es van vendre més d'1,2 milions de còpies i va aparèixer a la llista dels llibres infantils més venuts de The New York Times (Children's Best Seller list), i va ser catalogat com un dels "Millors Llibres per a Joves" de la Young Adult Library Services Association (YALSA), una divisió de l'American Library Association, entre altres premis. D'aquest llibre també se n'ha fet una adaptació cinematogràfica, anomenada Percy Jackson & the Olympians: The Lightning Thief, que es va estrenar als Estats Units el dia 12 de febrer del 2010. El següent títol de la col·lecció és El Mar dels Monstres (títol original en anglès The Sea of Monsters).

## Desenvolupament i publicació
El desenvolupament de El lladre del llampec començà quan l'autor Rick Riordan inventava històries pel seu fill Haley, qui havia estat diagnosticat amb TDH i dislèxia. El seu fill havia estat estudiant mitologia grega a segon de primària (second grade als EUA) i demanà al seu pare que s'inventés històries per anar a dormir basades en els mites grecs. Riordan havia sigut professor de mitologia grega a l'escola secundària (Middle School) durant molts anys i va poder recordar suficients històries per complaure al seu fill. Aviat Riordan es va quedar sense mites i el seu fill li demanà que en creés de nous utilitzant els personatges de la mitologia grega però amb nous girs. Riordan creà el personatge fictici Percy Jackson i els seus viatges a través dels Estats Units per recuperar el llampec de Zeus. Quan Riordan acabà d'explicar la història al seu fill, aquest va demanar al seu pare que escrigués un llibre basat en les aventures d'en Percy, i així ho va fer.
Mentre Riordan donà el seu manuscrit al seu agent i editor per revisar, va portar el seu llibre a un grup d'estudiants de secundària (de Middle School) perquè li fessin crítica. Amb la seva ajuda, se li va ocórrer el nom del llibre i inventà l'espasa màgica d'en Percy. El 2004 el llibre va ser venut a Miramax Books per una quantitat que va permetre a Riordan deixar la seva feina i centrar-se en l'escriptura. Des de llavors, el llibre ha estat editat en múltiples versions (incloent edicions de tapa dura, "rústiques" i Audiollibre) i ha estat traduïda i publicada a tot el món.

## Argument
El lladre del llampec està narrat en primera persona per Percy Jackson, un noi de 12 anys amb TDH i dislèxia que viu a Nova York. Durant una sortida de l'escola al Metropolitan Museum of Art per veure una exposició Greco-Romana, Percy defensa al seu amic Grover Underwood d'una companya de classe qui li fa "bullying" i la "empeny" a prop d'una font. Un dels professors de la sortida, una professora d'algebra anomenada Sra. Dodds, se l'emporta lluny dels altres alumnes, presumiblement per castigar-lo. En comptes d'això, en Percy és sorprès quan ella es transforma en una de les tres fúries de la mitologia grega i l'ataca. L'altre professor, un professor de llatí anomenat Sr. Brunner, tot d'una apareix i llança a en Percy un bolígraf que es transforma en una espasa estranya. En Percy instintivament branda l'espasa cap al mostre que té davant, aquest es torna pols i desapareix. Quan en Percy retorna amb la resta d'alumnes, discobreix que no només no tenen ni idea del què ha passat al museu, sinó que tampoc recorden haver tingut mai una professora anomenada Sra. Dodds. Al llarg del curs, en Percy quasi es convenç a ell mateix que va ser tot una al·lucinació, excepte pel fet que el seu amic Grover sembla que estigui amagant alguna cosa cada vegada que surt el tema. Uns dies abans del final de curs en Percy escolta en Grover i el Sr. Brunner parlant sobre ell, la Sra. Dodds, i un objecte robat de gran importància, el qual només serveix per confirmar les seves sospites.
En Percy i la seva mare, Sally, van de vacances d'estiu a la platja. Durant una terrible tempesta, els dos són despertats per la visita sorpresa d'en Grover—qui resulta no ser un adolescent humà, sinó un sàtir jove. En Grover els diu que estan en perill, i els tres agafen el cotxe i es dirigeixen a un campament d'estiu misteriós. A l'arribada, són atacats pel Minotaure. En la lluita, el Minotaure deixa inconcient a en Grover i agafa la Sra. Jackson, que inexplicablement es dissol en una encegadora llum daurada. Creient que ha perdut la seva mare per sempre, en Percy aconsegueix trencar una de les banyes del Minotaure i mata la bèstia, llavors carrega el seu amic inconscient fins a lloc segur. Es desperta tres dies després i descobreix que es troba en un lloc anomenat Campament Mestís. Allà en Percy descobreix que és un semidéu: el fill d'un humà i un déu grec.
En Percy s'instal·la al campament i coneix diversos semidéus, incloent: Luke Castellan, un fill d'Hermes; Annabeth Chase, una filla d'Atena; i Clarisse La Rue, una filla d'Ares. Diversos incidents estranys comencen a revelar els seus poders com a semidéu. Després que en Percy sigui atacat per un mostre que no hauria d'haver traspassat els límits del campament, Percy és reclamat públicament pel seu pare, el déu Posidó.
Uns dies després, el Sr. Brunner (qui realment és Quiró el centaure) parla amb en Percy i li explica com els tres déus mascles majors (Posidó, Zeus, i Hades) van fer el jurament de no tenir fills fa més de 70 anys enrere; en Percy representa una violació d'aquest pacte pel simple fet d'estar viu. Això, junt amb el fet que el llampec mestre del Rei Zeus ha estat recentment robat, ha obert moltes sospites entre els déus, i a en Percy se li encomana la localització del llampec abans que una possible gran guerra comenci. En Percy escull l'Annabeth i en Grover perquè l'acompanyin en aquesta missió al reialme d'Hades, el culpable més probable.
Després de viatjar a través del país a Los Angeles i de vèncer diversos monstres mitològics (incloent la Medusa i la Quimera) els tres troben a Hades, qui revela que el seu Elm (el seu símbol de poder) també ha estat robat. Hades acusa en Percy de robar el seu elm i amenaça de matar-lo a ell i la seva mare (qui, de fet, ha estat una hostage al seu reialme tot aquest temps) i de alliberar tots els morts al món real llevat que li sigui retornat. En Percy i els seus amics aconsegueixen escapar a L.A. i allà descobreixen que el déu Ares ha estat manipulant-los i que posseeix els objectes desapareguts. En Percy desafia a Ares a un duel, guanya, i dona l'Elm d'Hades a la reformada fúria que ell coneix com a Sra. Dodds; Hades llavors s'adona que en Percy no era el lladre i retorna la Sra. Jackson al seu apartament a Nova York.
En Percy retorna el llampec mestre a Zeus, qui recompensa al jove heroi no matant-lo com hauria de fer a conseqüència del trencament del jurament per part de Posidó. En Percy retorna al campament com un heroi i gaudeix de la resta de l'estiu allà. L'últim dia del campament, però, va al bosc a passar l'estona amb en Luke Castellan, qui llavors es torna en contra seu. En Luke revela ser el verdader lladre de l'Elm i el Llampec, treballant a les ordres de Cronos, el Senyor dels Titans. Cronos també va manipular al afamat de poder Ares perquè prengués part del complot. En Percy no pot creure que en Luke, un bon noi en tots els aspectes, fos capaç de fer una cosa així, i per això en Luke explica que ell creu que els déus són uns líders pobres i irresponsables que han de ser usurpats. Ofereix a en Percy l'opció de unir-se a ell, i quan aquest no ho fa, en Luke intenta matar en Percy amb un escorpí verinós. En Percy aconsegueix matar l'escorpí, però és seriosament enverinat i quasi mor. Quan es recupera, a en Percy se li ofereix l'opció de triar entre tornar a casa pel curs escolar o quedar-se al campament durant tot l'any. Després de pensar-hi molt en Percy decideix passar el curs escolar amb la seva mare, ja que és la primera vegada que no haurá d'anar a l'internat, tot i que será més perillós per ell.

## Crítica
The Lightning Thief va rebre generalment crítiques positives. Common Sense Media va dir, "Hi ha dos nivells de diversió a El lladre del llampec. Un és la aventura d'alt ritme d'un jove heroi i els seus amics per salvar el món..." i afegí, "Un altre nivell de diversió aquí – rient amb les maneres peculiars amb què l'autor ha actualitzat els déus i monstres al segle XXI". Tot i així, critica certs aspectes del llibre com la queixa que "els personatges no t'involucren emocionalment". La valoració general fou de 4 estrelles sobre 5. Nombroses crítiques van ser més positives. The New York Times elogià El lladre del llampec com "perfectament rítmic, amb moments electritzants seguint-se uns als altres com els batecs del cor". Altres revistes el lloaren com Kirkus que escrigué "El to sarcàstic de la veu del narrador presta un aire refrescant de realisme a aquesta història/aventura d'heroisme de ritme desenfrenat que qüestiona la realitat del nostre món, la família, l'amistat i la lleialtat" Eoin Colfer, autor de Artemis Fowl l'anomenà "Una fantàstica barreja de mite i temps moderns". Finalment, Publishers Weekly també lloà el llibre, referint-s'hi com a "ràpida i divertida" i afegí que el llibre "deixaria molts lectors àvids del proper lliurament."
El 8 d'abril del 2007, El lladre del llampec es va classificar novè en la "Llista dels Més Venuts" de The New York Times per llibres infantils. El lladre del llampec va ser el guanyador del Millor Llibre de 2005 per la School Library Journal així com un dels llibres de la llista "El millor dels Millors Llibres" de la Biblioteca Púclica de Chicago del 2005. També va estar en la "Llista Top Shelf Fiction" de la Voice of Youth Advocates i va ser el guanyador del "Premi Red House al Llibre Infantil" (Regne Unit) del 2006; el premi Askews Torchlight (RU) del 2006; i el Premi Mark Twain (Missouri Association of School Librarians) del 2008. Va ser un "Llibre Notable" de la Assossiació Americana de Biblioteques el 2006 i "Llibre Notable" de The New York Times el 2005. Va rebre el "Premi d'Elecció per Joves Lectors" el 2008 i el "Premi Rebecca Caudill al Llibre de Joves Lectors" el 2009. La revista Scholastic Parent & Child també va incloure la novel·la dins els 100 "Millors Llibres per Nens"." Quan se li preguntà sobre diversos premis, Rick Riordan digué: "L'últim elogi per a l'escriptor infantil és quan als nens els agrada".

## Adaptacions

### Adaptació cinematogràfica
El juny del 2004, la 20th Century Fox adquirí els drets del llibre per a fer-ne una pel·lícula. L'abril del 2007 el director Chris Columbus va ser contractat per dirigir el projecte. Logan Lerman interpreta en Percy Jackson i Brandon T. Jackson en Grover Underwood, el sàtir. Alexandra Daddario és l'Annabeth mentre que Jake Abel va posar-se a la pell de Luke Castellan. Pierce Brosnan interpreta a Quiró. La pel·lícula va ser anomenada Percy Jackson & the Olympians: The Lightning Thief i va ser estrenada als Estats Units el 12 de febrer del 2010. La pel·lícula va rebre crítiques mixtes per part dels crítics a l'estrena, però va ser un èxit comercial al recaptar mundialment 226 milions de dòlars de taquilla. La seqüela, Percy Jackson: Sea of Monsters s'estrenà el 2013, dirigida per Thor Freudenthal.

### Musical
Un musical d'una hora adreçat als joves va sortir de gira nacional (EUA) l'octubre del 2014 després d'una temporada a la ciutat de Nova York el 2014 EL tour repetí el següent any acabant el juny del 2016.

## Seqüeles
El lladre del llampec és seguida per El mar dels monstres en el qual Percy i Annabeth rescaten a Grover qui ha estat empresonat per Polifem, el Ciclop, i recuperen el Velló d'or per salvar el camp. En aquesta aventura són acompanyats pel germanastra d'en Percy, Tyson i per Clarisse.
Igual que el El lladre del llampec, va guanyar diversos premis i també va rebre crítiques poditives en general. Va vendre més de 100.000 copies en edició "rústica". Va ser seguida per La maledicció del Tità, La batalla del laberint, i L'últim heroi de l'Olimp així com una nova sèrie seqüela, Els Herois de l'Olimp.

## Altres llengües
The Lightning Thief ha estat publicat en alemany, castellà, català, croat, danès, finès, francès, hebreu, indonesi, italià, neerlandès, noruec, portuguès, portuguès brasiler, serbi, turc, txec i xinès. Les edicions alemanya, castellana i francesa van ser publicades el 2006. La majoria de les altres traduccions van ser publicades el 2008. L'edició en català va ser publicada el 2015.